# Atletica leggera ai Giochi della XV Olimpiade - 200 metri piani femminili

Video della gara (docufilm su Marjorie Jackson)

La competizione dei 200 metri piani femminili di atletica leggera ai Giochi della XV Olimpiade si è disputata i giorni 25 e 26 luglio 1952 allo Stadio olimpico di Helsinki.

## L'eccellenza mondiale
| Primatista mondiale       | 23"6 1935 | S. Walasiewicz      | Rit. 1949 |
| Camp.ssa olimpica 1948    | 24"4      | Fanny Blankers-Koen | Solo 80h  |
| Camp.ssa Europea 1950     | 24"0      | Fanny Blankers-Koen | Solo 80h  |
| Primatista stagionale     | 23"7      | Fanny Blankers-Koen | Solo 80h  |
| Vincitrice dei Trials USA | 24"3      | Catherine Hardy     | Presente  |

1. ↑  Fino al 19 luglio.

## La gara
La bicampionessa, olimpica ed europea in carica, Fanny Blankers-Koen, si presenta solo negli 80 ostacoli a causa di un'infezione debilitante.

La primatista mondiale stagionale è l'olandese Bertha Brouwer con 23"9. Ma i favori del pronostico vanno a Marjorie Jackson, che ha appena vinto i 100 eguagliando il record mondiale.

Il dominio dell'australiana sui 200 è ancora più evidente che sui 100: in batteria eguaglia record del mondo con 23"6 (23"74), e lo migliora il giorno stesso in semifinale correndo in 23"4 (23"59). Rimane fuori dalla finale la vincitrice dei Trials USA, Catherine Hardy.

In finale viene assegnata alla Jackson la corsia 2; l'australiana esegue una curva da manuale e si presenta sulla retta d'arrivo con 5 metri di vantaggio. Vince agevolmente in 23"7, lasciando alla Brouwer l'argento.

## Risultati

### Turni eliminatori
| 7 Batterie   | 25 luglio | 38 iscritte   | Si qualificano le prime 2. |
| 2 Semifinali | 26 luglio | 6 + 6         | Si qualificano le prime 3. |
| Finale       | 26 luglio | 6 concorrenti |                            |

### Batterie
| Pos. | Atleta            | Nazione          | Tempo Ufficiale | Tempo Ufficioso |
| ---- | ----------------- | ---------------- | --------------- | --------------- |
| 1    | Sylvia Cheeseman  | Gran Bretagna    | 24"9            | 25"03           |
| 2    | Ursula Knab       | Germania         | 25"0            | 25"26           |
| 3    | Cwetana Berkovska | Bulgaria         | 25"2            | 25"49           |
| 4    | Gladys Erbetta    | Argentina        | 25"6            | 25"83           |
| 5    | Flora Kazantseva  | Unione Sovietica | 25"7            | 25"92           |
| 6    | Maria Arndt       | Polonia          | 25"9            | 26"29           |

| Pos. | Atleta             | Nazione          | Tempo Ufficiale | Tempo Ufficioso |
| ---- | ------------------ | ---------------- | --------------- | --------------- |
| 1    | Nadežda Chnykina   | Unione Sovietica | 24"3            | 24"47           |
| 2    | Helga Klein        | Germania         | 24"6            | 24"83           |
| 3    | Deyse de Castro    | Brasile          | 25"0            | 25"22           |
| 4    | Frances O'Halloran | Canada           | 25"2            | 25"45           |
| 5    | Grietje de Jongh   | Paesi Bassi      | 25"2            | 25"48           |
| 6    | Emma Konrad        | Romania          | 25"8            | 26"04           |

| Pos. | Atleta              | Nazione       | Tempo Ufficiale | Tempo Ufficioso |
| ---- | ------------------- | ------------- | --------------- | --------------- |
| 1    | Marjorie Jackson    | Australia     | 23"6            | 23"73           |
| 2    | Catherine Hardy     | Stati Uniti   | 24"8            | 24"91           |
| 3    | Patricia Devine     | Gran Bretagna | 25"1            | 25"25           |
| 4    | Anne-Marie Lousteau | Francia       | 25"5            | 25"78           |
| 5    | Olga Gyarmati       | Ungheria      | 25"5            | 25"77           |
| 6    | Vera Martelli       | Italia        | 26"1            | 26"53           |
| 7    | Mary D'Souza        | India         | 26"3            | 26"80           |

| Pos. | Atleta            | Nazione       | Tempo Ufficiale | Tempo Ufficioso |
| ---- | ----------------- | ------------- | --------------- | --------------- |
| 1    | Bertha Brouwer    | Paesi Bassi   | 24"6            | 24"81           |
| 2    | Marcelle Gabarrus | Francia       | 25"3            | 25"49           |
| 3    | Ann Johnson       | Gran Bretagna | 25"3            | 25"59           |
| 4    | Adriana Millard   | Cile          | 25"4            | 25"58           |
| 5    | Graviola Ewing    | Guatemala     | 26"9            | 27"02           |

| Pos. | Atleta              | Nazione     | Tempo Ufficiale | Tempo Ufficioso |
| ---- | ------------------- | ----------- | --------------- | --------------- |
| 1    | Eulalia Szwajkowska | Polonia     | 25"5            | 25"60           |
| 2    | Eleanor McKenzie    | Canada      | 25"5            | 25"66           |
| 3    | Alexandra Sicoe     | Romania     | 25"6            | 25"82           |
| 4    | Lilián Heinz        | Argentina   | 25"8            | 26"00           |
| 5    | Pirkko Länsivuori   | Finlandia   | 27"5            | 27"66           |
| -    | Dolores Dwyer       | Stati Uniti | Rit.            | Rit.            |

| Pos. | Atleta                 | Nazione     | Tempo Ufficiale | Tempo Ufficioso |
| ---- | ---------------------- | ----------- | --------------- | --------------- |
| 1    | Daphne Robb-Hasenjäger | Sudafrica   | 24"4            | 24,58           |
| 2    | Winsome Cripps         | Australia   | 24"4            | 24,54           |
| 3    | Mae Faggs              | Stati Uniti | 24"5            | 24"71           |
| 4    | Hyacinth Walters       | Giamaica    | 25"4            | 25"59           |

| Pos. | Atleta               | Nazione          | Tempo Ufficiale | Tempo Ufficioso |
| ---- | -------------------- | ---------------- | --------------- | --------------- |
| 1    | Jewgienija Sechenova | Unione Sovietica | 25"4            | 25"46           |
| 2    | Luella Law           | Canada           | 25"7            | 25"82           |
| 3    | Klára Soós           | Ungheria         | 25"8            | 26"05           |
| 4    | Genowefa Minicka     | Polonia          | 25"9            | 26"17           |

### Semifinali
| Pos. | Atleta                 | Nazione          | Tempo Ufficiale | Tempo Ufficioso |
| ---- | ---------------------- | ---------------- | --------------- | --------------- |
| 1    | Marjorie Jackson       | Australia        | 23"4            | 23"59           |
| 2    | Bertha Brouwer         | Paesi Bassi      | 24"3            | 24"41           |
| 3    | Daphne Robb-Hasenjäger | Sudafrica        | 24"4            | 24"60           |
| 4    | Sylvia Cheeseman       | Gran Bretagna    | 24"7            | 24"97           |
| 5    | Jewgienija Sechenova   | Unione Sovietica | 25"2            | 25"32           |
| 6    | Luella Law             | Canada           | 25"3            | 25"63           |
| 7    | Ursula Knab            | Germania         | 25"5            | 25"76           |

| Pos. | Atleta              | Nazione          | Tempo Ufficiale | Tempo Ufficioso |
| ---- | ------------------- | ---------------- | --------------- | --------------- |
| 1    | Nadežda Chnykina    | Unione Sovietica | 24"1            | 24"16           |
| 2    | Winsome Cripps      | Australia        | 24"3            | 24"47           |
| 3    | Helga Klein         | Germania         | 24"4            | 24"65           |
| 4    | Catherine Hardy     | Stati Uniti      | 24"7            | 24"93           |
| 5    | Eleanor McKenzie    | Canada           | 25"1            | 25"30           |
| 6    | Eulalia Szwajkowska | Polonia          | 25"2            | 25"45           |
| 7    | Marcelle Gabarrus   | Francia          | 25"3            | 25"46           |

### Finale
| Pos.    | Corsia | Atleta                 | Età | Nazione          | Tempo Ufficiale | Tempo Ufficioso |
| ------- | ------ | ---------------------- | --- | ---------------- | --------------- | --------------- |
| Oro     | 2      | Marjorie Jackson       | 20  | Australia        | 23"7            | 23"89           |
| Argento | 3      | Bertha Brouwer         | 21  | Paesi Bassi      | 24"2            | 24"25           |
| Bronzo  | 6      | Nadežda Chnykina       | 19  | Unione Sovietica | 24"2            | 24"37           |
| 4       | 5      | Winsome Cripps         | 21  | Australia        | 24"2            | 24"40           |
| 5       | 7      | Helga Klein            | 20  | Germania         | 24"6            | 24"72           |
| 6       | 4      | Daphne Robb-Hasenjäger | 23  | Sudafrica        | 24"6            | 24"72           |